# Xavier Tondo
Tondo  Volpini est un nom espagnol. Le premier nom de famille, en général paternel, est Tondo ; le second, en général maternel, souvent omis, est Volpini.
Xavier Tondo Volpini (né le 5 novembre 1978 à Valls (Tarragone) et mort le 23 mai 2011 à Monachil (Grenade)) est un coureur cycliste espagnol. Passé professionnel en 2003, il a remporté le Tour du Portugal en 2007.

## Biographie

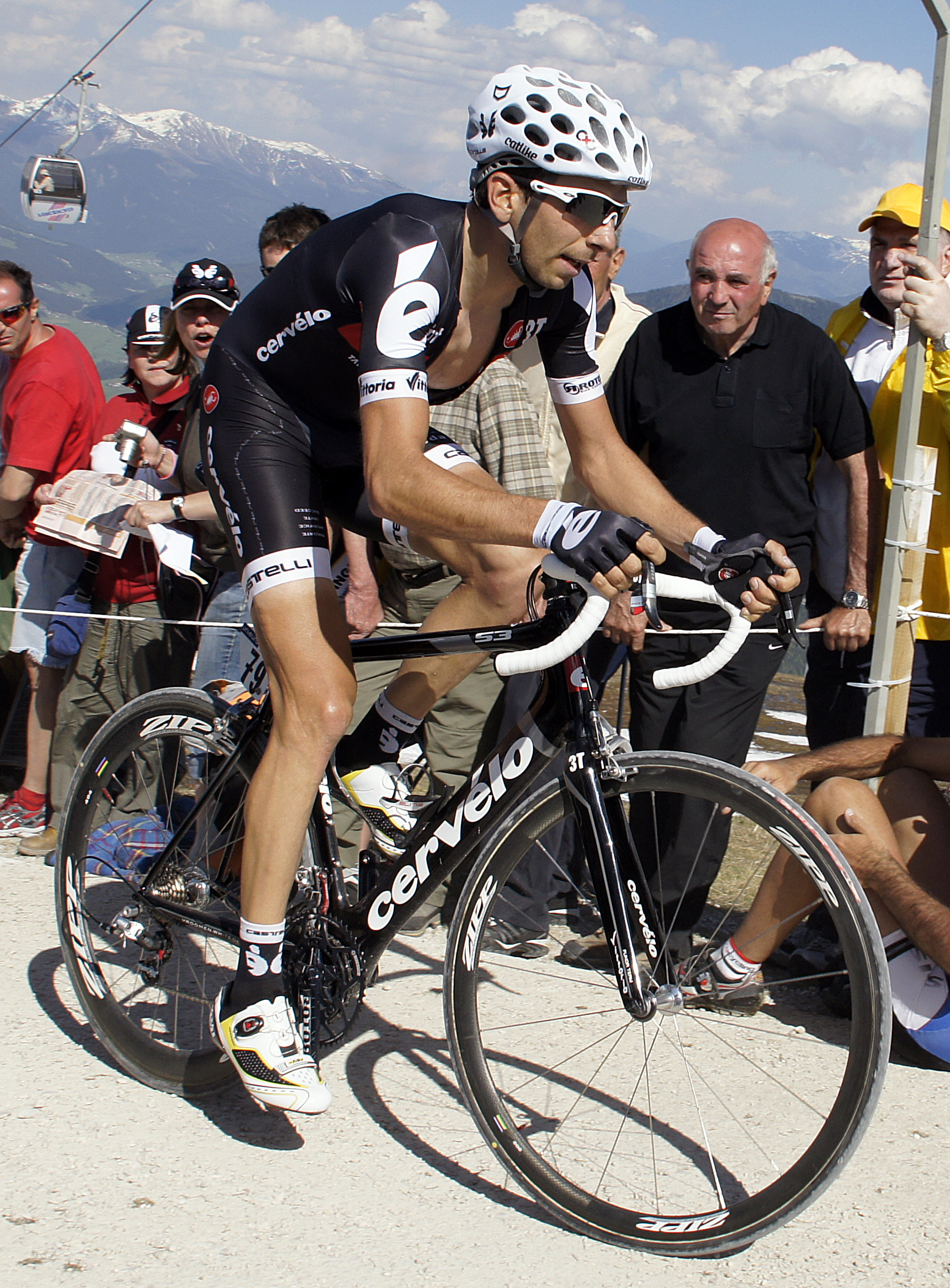
Xavier Tondo sur le Giro 2010

Xavier Tondo devient professionnel dans l'équipe Paternina-Costa de Almería en 2003. Après un passage dans l'équipe portugaise Barbot-Gaia, il remporte ses premières victoires en 2005 avec l'équipe espagnole Catalunya-Angel Mir, dont le Tour de l'Alentejo. Il termine également à la cinquième place de la Subida al Naranco.
Recruté en 2006 par Relax-GAM, il réalise un bon début de saison en terminant quinzième du Tour du Pays basque. Alors qu'il devait participer au Tour d'Espagne, il percute un isard en s'entraînant dans les Pyrénées durant le mois de juillet. La jambe fracturée, il doit mettre un trait sur la fin de la saison.
De retour dans une équipe portugaise en 2007 (LA-MSS), il renoue avec le succès en remportant deux des principales courses professionnelles portugaises : le Trophée Joaquim Agostinho et le Tour du Portugal. Ses bonnes performances sur le Grand Prix International CTT Correios de Portugal (4e), le Tour du district de Santarém (5e) et le Grande Prémio Internacional Paredes Rota dos Móveis (5e) lui permettent de terminer à la septième place de l'UCI Europe Tour.
En 2010, il figure au sein de l'équipe Cervélo TestTeam. Il gagne en mars la 6e étape de Paris-Nice en solitaire. Sur sa lancée, il remporte une étape et se classe deuxième du Tour de Catalogne. Lors du Tour d'Italie où il est équipier de Carlos Sastre, il figure dans l'échappée qui prend près de 13 minutes au peloton lors de l'étape de L'Aquila. Il est alors quatrième du classement général dominé par Richie Porte. Abandonnant lors de la 20e étape, il dispute en fin de saison le Tour d'Espagne qu'il termine en sixième position. En 2011, il rejoint l'équipe Movistar.
Le 18 février 2011, un réseau de produits dopants est démantelé en Catalogne par la police espagnole à la suite d'une dénonciation de Xavier Tondo par email.
Le 23 mai 2011, alors qu'il se préparait à partir s'entraîner avec quelques-uns de ses coéquipiers dont Beñat Intxausti, il est écrasé entre sa voiture et une porte de garage après être descendu de son véhicule, dans la station de Sierra Nevada.

## Palmarès et classements mondiaux

### Palmarès amateur
- 1999
  - Mémorial Avelino Camacho
  - 4e étape du Tour de la Communauté aragonaise
- 2000
  - 2e du championnat d'Espagne sur route espoirs
  - 3e du Tour de Tarragone
- 2001
  - 2e du Tour de Palencia
- 2002
  - 2e étape du Tour d'Ávila

### Palmarès professionnel
| - 2002 - 7e étape du Tour du lac Qinghai - 3e du Tour du lac Qinghai - 2005 - Tour de l'Alentejo : - Classement général - 4e étape - 3e étape du Tour des Asturies - 2007 - Trophée Joaquim-Agostinho : - Classement général - Prologue - Classement général du Tour du Portugal - 2008 - Subida al Naranco - 2e du Tour des Asturies - 2009 - 5e étape du Tour de San Luis - Prologue du Tour d'Andalousie - 2e du Tour d'Andalousie - 2e de la Subida a Urkiola - 2e du Tour de Burgos - 3e du Tour de Madrid - 8e du Tour de Catalogne | - 2010 - 6e étape de Paris-Nice - 3e étape du Tour de Catalogne - 2e du Tour de Catalogne - 6e du Tour d'Espagne, - 2011 - 4e étape du Tour de San Luis (contre-la-montre) - Classement général du Tour de Castille-et-León - 3e du Trofeo Inca - 5e du Tour de Catalogne, - 5e du Tour du Pays basque |

### Résultats sur les grands tours

#### Tour d'Italie
1 participation
- 2010 : abandon (20e étape)

#### Tour d'Espagne
2 participations
- 2009 : non-partant (14e étape)
- 2010 : 6e[8],[9]

### Classements mondiaux
| Année                  | 2005 | 2006 | 2007 | 2008 | 2009 | 2010 | 2011 |
| ---------------------- | ---- | ---- | ---- | ---- | ---- | ---- | ---- |
| Calendrier mondial UCI |      |      |      |      | 123e | 29e  |      |
| UCI World Tour         |      |      |      |      |      |      | 48e  |
| UCI America Tour       |      |      |      |      | 151e |      |      |
| UCI Asia Tour          |      | 195e |      |      |      |      |      |
| UCI Europe Tour        | 56e  | 968e | 7e   | 96e  | 14e  | 838e |      |